# Bodva
Bodva (maďarsky Bódva) je řeka na Slovensku a v Maďarsku. Je to levý přítok řeky Slané. Je přibližně 113 km dlouhá.

## Pramen
Pramení ve Volovských vrších, v podcelku Pipitka, na severovýchodním svahu vrchu Osadník (1186 m n. m.), v nadmořské výšce 982 m n. m., jihozápadně od obce Štós.

## Průběh a využití toku
Od pramene teče nejprve na severovýchod přes Chotárnou dolinu, kde přibírá několik přítoků zleva, obloukem se stáčí na východ, následně znovu na severovýchod a protéká údolím Čierna Moldava. Zleva potom přitéká do řeky Štóský potok, stáčí se na východ a rozšiřuje své koryto. Zprava přibírá přítok z údolí Žalobka, z levé strany Porču a poté napájí malou vodní nádrž. Dále vytváří velký oblouk prohnutý na sever, přitéká do ní Piverský potok zleva a řeka vstupuje do Košické kotliny. Protéká územím města Medzev, kde byly vybudovány dvě malé vodní nádrže. Hlavní koryto řeky se stáčí na jihovýchod a z levé strany se do ní vlévá Zlatná a Opustený potok a pokračuje východním směrem. Poté do ní vtékají Rakov potok zleva a Šugovský potok zprava. Vodoteč obtéká ze severu Jasovskou planinu a u osady Počkaj do ní zleva postupně ústí Borzov, Suchý potok a Zábava. Dále se stáčí na jihovýchod, protéká obcí Jasov, kde se do ní vlévá Olšava zleva a Teplica zprava. Obtéká krasové území na pravém břehu s několika jeskyněmi a u osady Hatiny se stáčí a pokračuje jižním směrem. Dále teče přes Moldavu nad Bodvou, pokračuje rovinatým územím Košické roviny přes Budulov a opět mění směr toku, tentokrát na jihozápad. Zleva přitéká její nejvýznamnější přítok Ida a prudce se stáčí se stáčí na sever. Protéká okolo obce Žarnov a opětovně prudce mění směr toku na západ. Nedaleko obce Turňa nad Bodvou se otáčí na jihozápad, zprava do ní vtéká Turňa a zleva se spojuje s korytem Staré Bodvy. Teče okrajem obce Hosťovce a opouští území Slovenska (169 m n. m.). V Maďarsku, pár kilometrů od hranic se řeka nedaleko obce Boldva vlévá do řeky Sajó.